# Falakó szalamandra
A falakó szalamandra (Aneides lugubris) a  kétéltűek (Amphibia) osztályába a farkos kétéltűek (Caudata) rendjébe és a tüdőtlenszalamandra-félék (Plethodontidae) családjába tartozó faj.

## Előfordulása
Az Amerikai Egyesült Államok délnyugati részén és Mexikó területén honos.

## Megjelenése
Testhossza 5-8 centiméter.